# Дмитриев-Льговский (станция)
Дмитриев-Льговский — железнодорожная станция Московской железной дороги на тепловозном участке линии Навля-Арбузово. Расположена в городе Дмитриев Курской области.

## История
В конце 19 века появился проект о постройке железной дороги Рыльск-Брянск, которая должна была пройти в 40 км от города Дмитриева. Однако проект был изменён и дорога пролегла в непосредственной близости от Дмитриева в 1898 году. Здание вокзала состояло из трех частей: посередине-центральная часть, под крышей висела табличка с надписью «Дмитриев». К центральной части примыкали симметричные левая и правая части. Здание было огорожено палисадником, в котором росли кустарники.
Во время Великой отечественной войны стала важным объектом сообщения для немецко-фашистских войск. Позже станция была разрушена при освобождении города в 1943 году.
Сразу же после освобождения железную дорогу восстановили. После войны в 1945 году открыли билетную кассу. Новое здание вокзала построили в 1953 году.

## Движение поездов

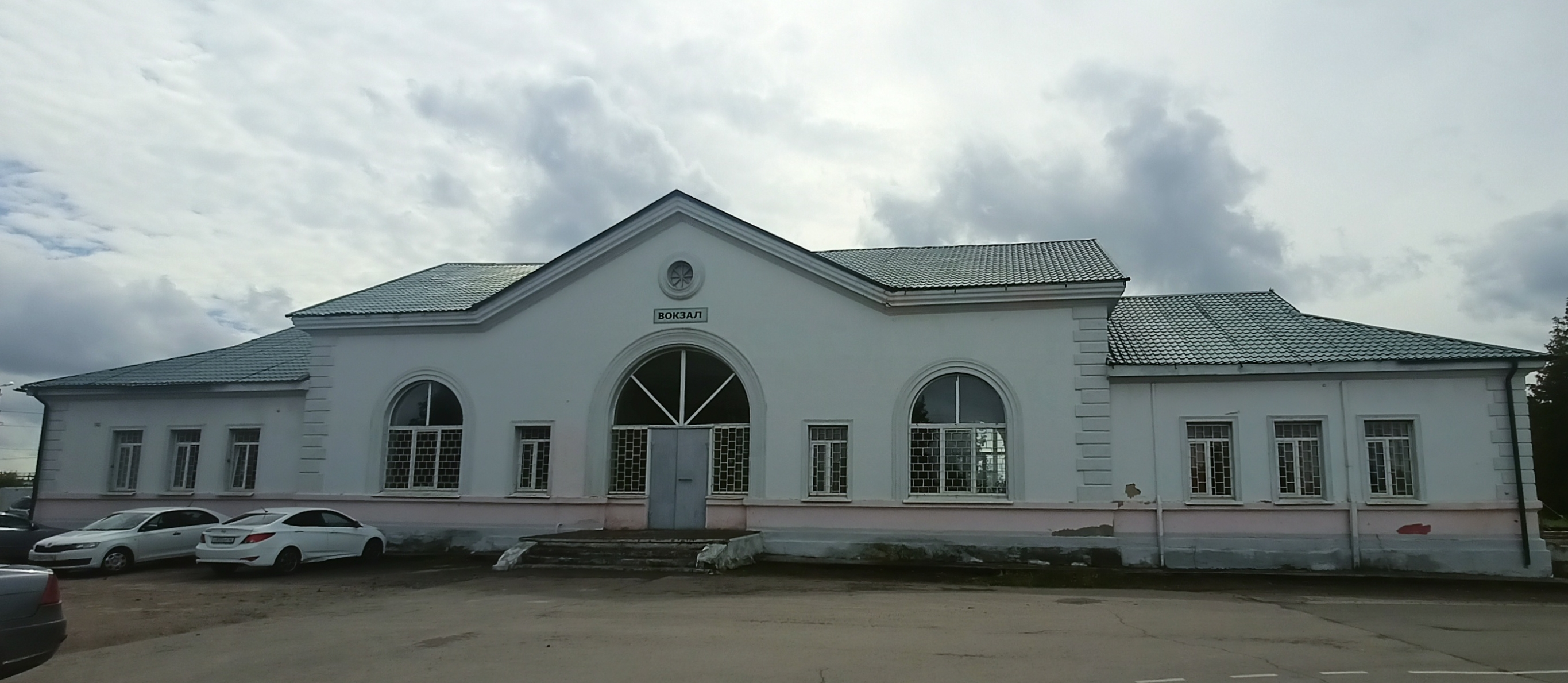
Вокзал Дмитриев-Льговский

Со станции отправляются пригородные поезда по направлениям Арбузово-Комаричи и Орел-Комаричи. Стоянка поездов на станции не занимает больше двух минут.